# Motoko Kusanagi
Mayor Motoko Kusanagi (en japonés: 草 薙 素 子 Hepburn: Kusanagi Motoko), o simplemente "Mayor", es la protagonista principal del manga y anime Ghost in the Shell creado por Masamune Shirow. Ella es una "prótesis de cuerpo completo" sintética-cibernética aumentada empleada como comandante de campo de la Sección de Seguridad Pública 9, una división ficticia de aplicación de la ley de la Comisión Nacional de Seguridad Pública de Japón. Siendo fuerte, físicamente poderosa y muy inteligente, es bien conocida por sus habilidades en deducción, piratería y tácticas militares.

## Concepción y creación
El cuerpo de Motoko Kusanagi fue diseñado por el mangaka Masamune Shirow para ser un modelo de producción masiva muy común, para que ella pudiera pasar desapercibida. Sus sistemas internos son especiales y compuestos por partes que no están disponibles en el mercado civil.

### Antecedentes
Poco se sabe de la vida pasada de Motoko Kusanagi, aunque la serie de televisión nos da algunas pistas, usualmente mediante analepsis de algunos de los compañeros de su equipo. Estos nos dan a entender que Kusanagi ha pasado la mayor parte de su vida en un cuerpo sintético.
El episodio 11 «El Laberinto de Kusanagi - AFECTO». de la segunda temporada de la serie de televisión nos muestra a una joven Kusanagi que sufre un accidente de avión. Después de pasar un tiempo indefinido en coma, su ghost es transferido a un cuerpo cibernético sin su consentimiento.
Al final de la serie de televisión Kusanagi confiesa que no puede recordar su nombre real, indicando que Motoko Kusanagi es tan solo un seudónimo.

## Anime
Al igual que en el manga Motoko Kusanagi es miembro de Sección 9. Se siente limitada por las habilidades que tiene sin tener la posibilidad de conseguir más. Ella persigue al Titiritero, un terrorista cibernético revolucionario y con el tiempo ella también descubre que la ha estado buscando. Cuando se encuentran ella descubre, que el Titiritero quiere fundirse con ella para crear una nueva vida dentro del mar de la información y que él al igual que ella tienen el mismo problema. Se da cuenta de que la conoce muy bien y ambos se funden y consiguen con ello ser seres vivientes completos por tener así la capacidad de reproducirse y de morir.
El resultado de la fusión es la creación de un ser vivente que es tanto ella como el Titiritero. Nadie sabe que existe excepto su compañero Batou, que mantiene el silencio al respecto, y lo primero que va a hacer es explorar el nuevo mundo informático y real que tiene ante ella.

## Película
En la película de acción en vivo DreamWorks Pictures Ghost in the Shell dirigida por Rupert Sanders, Scarlett Johansson interpreta a Motoko, quien inicialmente se presenta como Mira Killian (quien comparte las mismas iniciales). Al final de la película, se revela que ella era originalmente una adolescente japonesa y activista llamada Motoko Kusanagi (interpretada por Kaori Yamamoto) que había huido de su casa un año antes de los eventos de la película. Mientras vive con otros críticos de la tecnología cyborg en lo que se conoce como la región sin ley, es secuestrada por agentes de la corporación de robótica Hanka, quienes realizan experimentos con ella y colocan su cerebro dentro de un cuerpo cibernético. En efecto, esto la convierte en la primera ciborg de cuerpo completo desarrollada con éxito. Al despertar dentro de su nuevo cuerpo, a Kusanagi se le dice que su nombre es Mira Killian y que su familia murió en un ataque terrorista. A ella también se le dan recuerdos falsos y posteriormente la Sección 9 la emplea. Más tarde, Mira descubre el secreto detrás de su creación del antagonista inicial de la película, Kuze, quien también experimentó, y de la Dra. Ouelet, quien desempeñó un papel primordial en el desarrollo de su cuerpo protésico. Con la ayuda de la Sección 9, ella consiente en que Cutter, el ejecutivo de Hanka que intenta asesinarla, sea asesinado por su jefe, Aramaki.